# Und es war Sommer
Und es war Sommer ist das sechste Studioalbum des deutschen Musikers Peter Maffay, das im Jahr 1976 erschien.

## Entstehung und Veröffentlichung
Die Erstveröffentlichung von Und es war Sommer erfolgte im Jahr 1976 bei Telefunken. Das Album erschien in seiner Originalausführung als LP mit zwölf Titeln (Katalognummer: 6.22602 AS). 1984 erschien es erstmals als CD-Ausführung (Katalognummer: Teldec 822 602).
Die Produktion aller Lieder erfolgte gemeinsam von Maffay und Joachim Heider, die schon den Vorgänger Meine Freiheit (1975) zusammen produzierten. Maffay zeichnete zudem auch für den Schreibprozess von zehn Liedern verantwortlich, lediglich die beiden Titel Ich such’ meinen Stern und Und es war Sommer wurden nicht von ihm geschrieben. Beide Titel wurden von Gregor Rottschalk (Christian Heilburg) geschrieben, der zumeist Maffay als Koautor zur Seite stand. Insgesamt wurden zwanzig Lieder eingespielt, aus denen Peter Maffay zwölf Titel auswählte.
Um das Album zu bewerben, erfolgte unter anderem ein Liveauftritt mit dem Titelgeber in der ZDF-Hitparade am 23. Oktober 1976.

## Titelliste
Die Lieder wurden insbesondere von Joachim Heider (1, 2, 4–12), Peter Maffay (2–12) und Peter Schirmann komponiert. Die Texte stammen meist aus einer Gemeinschaftsarbeit von Gregor Rottschalk (1–4, 6–9, 11) und Maffay (2–8, 10, 12). Abweichende Autoren sind in der Titelliste aufgeführt.
1. Und es war Sommer – 4:12
2. My Love – 4:15
3. Liebe heißt das Lied (Thor Baldursson) – 3:51
4. Coca Cola, Mädchen und Rock ’n’ Roll – 2:58
5. Ich such meinen Stern (Uwe Reuss) – 4:15
6. Halifax (Instrumental) – 3:15
7. Der Wind erzählt ein Lied – 3:59
8. Heute Nacht – 4:01
9. Ich bin eine Insel – 2:32
10. Ich bleib nur eine Nacht (Claus Dittmar, Günther Moll, Timothy Touchton, Veit Marvos) – 3:32
11. Mädchen – Wild wie das Meer – 4:06
12. Ein Bild kann nicht lachen so wie Du (Michael Holm) – 4:44

## Singleauskopplungen
| Jahr | Titel                                | Höchstplatzierung, Gesamtwochen/‑monate, AuszeichnungChartplatzierungen (Jahr, Titel, , Platzierungen, Wochen/Monate, Auszeichnungen, Anmerkungen) | Höchstplatzierung, Gesamtwochen/‑monate, AuszeichnungChartplatzierungen (Jahr, Titel, , Platzierungen, Wochen/Monate, Auszeichnungen, Anmerkungen) | Höchstplatzierung, Gesamtwochen/‑monate, AuszeichnungChartplatzierungen (Jahr, Titel, , Platzierungen, Wochen/Monate, Auszeichnungen, Anmerkungen) | Anmerkungen                          |
| Jahr | Titel                                | DE | AT | CH | Anmerkungen                          |
| ---- | ------------------------------------ | --- | --- | --- | ------------------------------------ |
| 1976 | Ein Bild kann nicht lachen so wie du | DE25 (15 Wo.)DE | — | — | Erstveröffentlichung: April 1976     |
| 1976 | Und es war Sommer                    | DE5 (23 Wo.)DE | AT18 (1 Mt.)AT | CH7 (12 Wo.)CH | Erstveröffentlichung: September 1976 |

## Kommerzieller Erfolg

### Chartplatzierungen
| ChartsChartplatzierungen | Höchstplatzierung | Monate |
| ------------------------ | ----------------- | ------ |
| Deutschland (GfK)        | 4 (4 Mt.)         | 4      |

| ChartsJahrescharts (1970) | Platzierung |
| ------------------------- | ----------- |
| Deutschland (GfK)         | 40          |

### Auszeichnungen für Musikverkäufe
Das Album wurde 1991 in Deutschland mit einer Goldenen Schallplatte für über 250.000 verkaufte Einheiten ausgezeichnet.
| Land/Region        | Auszeichnungen für Musikverkäufe (Land/Region, Auszeichnung, Verkäufe) | Verkäufe |
| ------------------ | ---------------------------------------------------------------------- | -------- |
| Deutschland (BVMI) | Gold                                                                   | 250.000  |
| Insgesamt          | 1× Gold ·                                                              | 250.000  |